# Rayon ionique

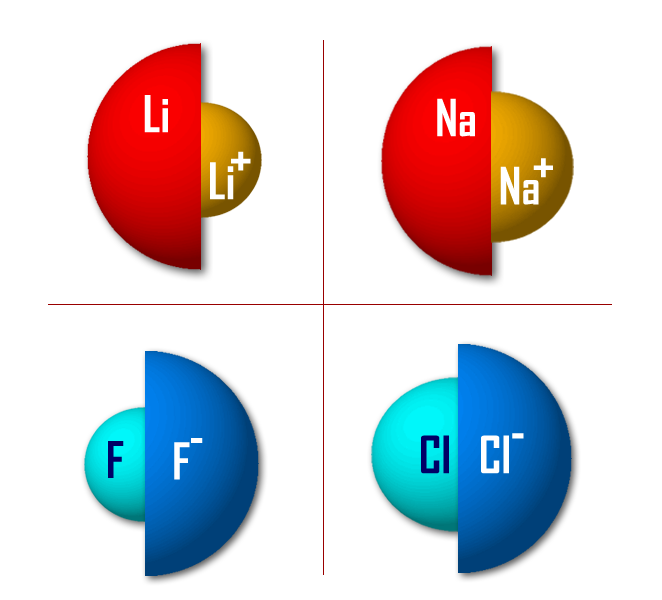
Dimensions relatives de l'atome et de son ion.

Le concept de rayon ionique est utilisé pour exprimer la taille des ions. Il est déterminé à partir de la distance entre cations et anions voisins dans un cristal ionique, en supposant que la distance internucléaire est égale à la somme des rayons de ces ions. En réalité, le rayon ionique n'est pas vraiment une constante car il dépend de la valence, de la coordinence et de l'état de spin de l'ion considéré. Il influence les propriétés physiques et chimiques des composés ioniques. Par exemple, le type de structure tridimensionnelle d'un composé ionique dépend de la taille relative de ses cations et de ses anions. Généralement, sa valeur moyenne pour les cations est calculée à partir des distances mesurées dans plusieurs oxydes, en prenant pour référence le rayon ionique de l'ion O2− (estimé à 1,4 Å). Le terme « rayon ionique » est aussi employé pour parler de la taille d'un atome ayant perdu tous ses électrons de valence.
Relations entre rayon ionique et rayon atomique :
- chez les cations, chargés positivement, le rayon ionique est plus petit que le rayon atomique (car il y a perte d'électrons, il y a donc moins de couches) et diminue si la charge augmente ;
- chez les anions, chargés négativement, le rayon ionique est plus grand que le rayon atomique et augmente si la charge augmente, car plus les électrons sont nombreux, plus les couches se remplissent et donc les électrons sont plus éloignés du noyau.

Pour un même noyau, la taille augmente avec le nombre d'électrons. À nombre égal d'électrons, la taille diminue quand la charge du noyau (le numéro atomique) augmente.